# پورتو ویلچس
پورتو ویلچس (به اسپانیایی: Puerto Wilches) یک سکونتگاه مسکونی در کلمبیا است که در بخش سانتاندر واقع شده‌است.

## خصوصیات
پورتو ویلچس ۱٬۵۸۸ کیلومترمربع مساحت و ۳۱٬۰۵۸ نفر جمعیت دارد.